# 윌 튜더
윌 튜더(영어: Will Tudor, 1987년 4월 11일 ~ )는 잉글랜드의 배우이다. 《왕좌의 게임》 시즌 3부터 5까지 올리바 역, 《섀도우 헌터스: 더 모탈 인스트루먼트》 시즌 2부터 3까지 서배스천 벌랙 / 조너선 모건스턴 역으로 잘 알려져 있다.